# Rio Palmeiras (vattendrag i Brasilien, Goiás)
Rio Palmeiras är ett vattendrag i Brasilien.   Det ligger i delstaten Goiás, i den centrala delen av landet, 400 km väster om huvudstaden Brasília.
Omgivningarna runt Rio Palmeiras är huvudsakligen savann. Runt Rio Palmeiras är det mycket glesbefolkat, med 3 invånare per kvadratkilometer.